# Vestingen van Tsjerven

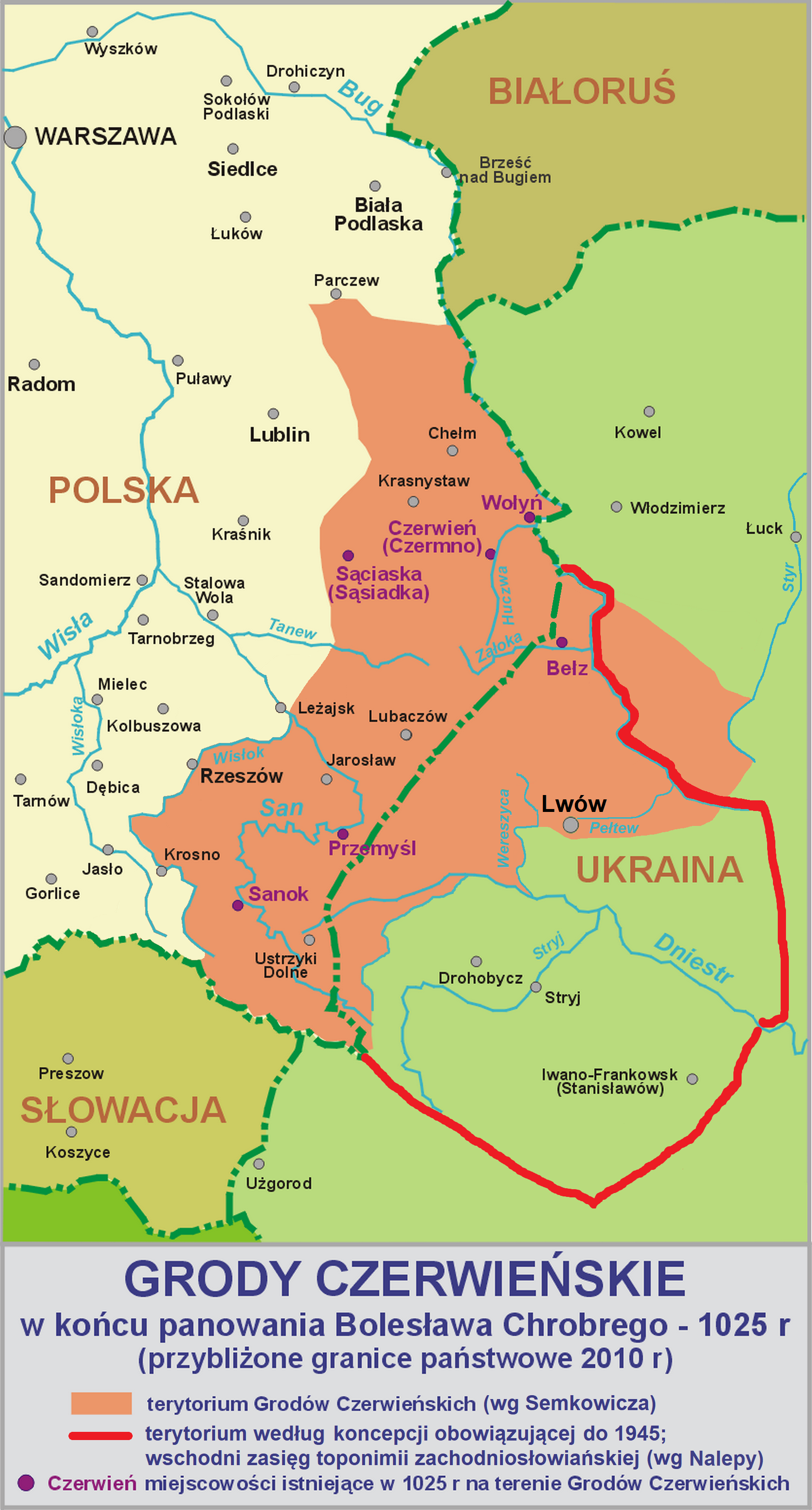
Grody czerwienskie omstreeks 1025

De vestingen van Tsjerven (Oekraïens: Червенські городи, Tsjervenski horody; Pools: Grody Czerwieńskie)  waren van de tiende tot de veertiende eeuw een groep vestingen (gorden) aan de huidige Oekraïens Poolse grens, met hun bestuurscentrum in Tsjerven (Oerslavisch čьrvenъ, Tsjerven). De stad Czermno ligt nu op de plaats waar vroeger de vesting van Tsjerven lag.

## Herkomst van de naam
Poolse en Oekraïense historici hebben tot op heden geen aanwijzingen kunnen vinden over de herkomst van het geografische woord Czerwien/Tsjerven. Omdat 'Czerwien' met de kleur rood wordt geassocieerd, wijst een stroming naar de mogelijkheid van een verband met het Oekraïense woord червоний (tsjervoni) en het Poolse woord 'czerwony', dat in beide talen staat voor 'rood'.

## Geschiedenis

### Ontstaan
Het ontstaan en de oorspronkelijke omvang van het gebied der vestingen van Tsjerven is niet precies bekend. Het zou in de vroege middeleeuwen tussen de rivieren de Boeg en de Wieprz ter hoogte van Lublin hebben gelegen. Vast lijkt te staan dat het gebied in de vroege middeleeuwen werd bewoond door de Slavische volkeren der Vjatitsjen en Radimitsjen. Vanaf de 10e eeuw werd het gebied betwist tussen de Polanen (de Civitas Schinesghe) en het Kievse Rijk, die elk rechten op het land claimden.

### Eerste vermeldingen
In 981 werd de vesting Tsjerven voor het eerst in een kroniek genoemd, toen het met het kasteel van Przemyśl door de Kievse prins Vladimir I werd veroverd.
De Nestorkroniek vermeld voor het jaar 1018 het Land van Volyn, naar de gelijknamige burcht, in verband met de strijd tussen de Kievse prinsen Jaroslav en Svjatopolk om de troon van Kiev. In datzelfde jaar werd de naam 'vestingen van Tsjerven' voor het eerst gebruikt toen de Poolse hertog Bolesław Chrobry het gebied veroverde. In 1031 werd er weer over de vestingen van Tsjerven gesproken bij de herovering door Jaroslav. 

### Laatste vermeldingen
Daarna behoorde het gebied tot verschillende vorstendommen van het Kievse Rijk, zoals het vorstendom Wolynië (naar de burcht Volyn), het vorstendom Tsjerven en het vorstendom Przemyśl. Vanaf 1198 behoorde het tot het Koninkrijk Galicië-Wolynië.
In 1240 veroverde de Kan van de Gouden Horde het gebied. In 1288 kwamen de vestingen van Tsjerven voor het laatst in een kroniek voor. In 1289 stond Tsjerven voor de laatste keer in een geschreven bron.
Nadat koning Casimir III de Grote in 1340 het gebied veroverd had, werd het opgenomen in het Koninkrijk Polen.

### Opgravingen
Op zoek naar de resten van de vroeg-middeleeuwse vesting Tsjerven deden Poolse archeologen in 1952, 1976-1979 en 1997 opgravingen bij Czermno. Eerder waren in 1940 al archeologische vondsten gedaan door de Oekraïense archeoloog Levko Tsjykalenko. Naast resten van de verdedigingsmuur vonden de Polen ook versterkte bijgebouwen en drie begraafplaatsen. Verder troffen zij nederzettingen met een haven aan, aan beide oevers van de Huczwa. Ook waren er overblijfselen van een houten brug over deze rivier. Volgens analyses van het Instituut voor Archeologie en Volkenkunde (Instytut Archeologii i Etnologii) van de Poolse Academie van Wetenschappen in Warschau had Tsjerven indertijd de zelfde grootte als het toentertijdse  Gniezno of Poznań. De grootte van het totale gebied wordt geschat op 100 hectare.
Later in april 2011 vonden archeologen bij Czermno op twee twintig meter uit elkaar gelegen locaties zilveren voorwerpen uit de middeleeuwen. Het ging om veertig juwelen, waaronder oorringen, vingerringen, armbanden, armbanden en tempelhangers. Op de ene vindplaats werden zij gevonden in een aardewerken pot. Op de andere locatie leken zij in een volledig verteerde leren tas te hebben gezeten. De sieraden dateren uit de 13e eeuw. Mogelijk zijn ze begraven ten tijde van de Mongoolse invasie van Roes in 1240.